# جرج لین
جرج لین (انگلیسی: George Lynn؛ ‏ ۲۸ ژانویهٔ ۱۹۰۶ – ۳ دسامبر ۱۹۶۷) بازیگر و نویسنده اهل ایالات متحده آمریکا بود. وی بین سال‌های ۱۹۳۶ تا ۱۹۶۱ میلادی فعالیت می‌کرد. او پیش از بازیگری، خلبان شرکت هوایی کورتیس-رایت بود.

## گزیدهٔ فیلم‌شناسی

### سینما
- تجارت پرمخاطره
- دختر خانه‌دار
- کیت کارسون
- دیکتاتور بزرگ
- ماجراهای کاپیتان مارول
- بودن یا نبودن
- به شکار ارواح می‌رویم
- مجنون هیتلر
- ستاره قطبی
- هیچ‌کس نخواهد گریخت
- داستان دکتر واسل
- ویلسون
- خانه فرانکشتاین
- قدرتمند
- سودان
- طنجه
- بدنام
- شهر عریان
- گودال مار
- دی او ای
- دیوانه تفنگ
- جنگل آسفالت
- سه راز
- قایق نمایشی
- روزی که دنیا از حرکت ایستاد
- سرنیزه‌های استوار
- وسواس باشکوه
- گرگینه
- آقای کوری
- سابقه

### تلویزیون
- تسخیرناپذیران (۱۹۵۹)